# Mateo Musacchio
Mateo Musacchio (ur. 26 sierpnia 1990 roku w Rosario) – argentyński piłkarz, który grał na pozycji obrońcy. W latach 2011–2017 reprezentant Argentyny. 
W swojej karierze występował w takich klubach jak: Villarreal CF, AC Milan, River Plate i Lazio.

## Kariera klubowa
Musacchio zadebiutował jako 16 latek w pierwszej drużynie River Plate w sezonie 2006/07.
Podczas swojego pierwszego sezonu w pierwszej drużynie River rozegrał 4 spotkania.
Mateo Musacchio był częścią zespołu, który wygrał rozgrywki Clausura 2008, ale nie wystąpił w ani jednym spotkaniu.
W sierpniu 2009 roku dołączył do drużyny B Villarrealu CF, a w 2010 roku trafił do pierwszego zespołu. Łącznie w barwach hiszpańskiego klubu wystąpił w 247 spotkaniach, strzelił 7 bramek i zaliczył 11 asyst.
30 maja 2017 roku podpisał czteroletni kontrakt z Milanem. W barwach „Rossonerich” zagrał w 75 meczach, strzelił 2 bramki i zaliczył 2 asysty.
27 stycznia 2021 roku podpisał kontrakt z włoskim Lazio. 1 lipca 2021 roku rozwiązał kontrakt z klubem, a dokładnie dwa lata później oficjalnie zakończył piłkarską karierę.

## Statystyki klubowe
| Sezon   | Klub          | Kraj      | Liga             | Mecze | Bramki | Puchar Kraju | Mecze | Bramki | Rozgrywki Europy   | Mecze | Bramki |
| ------- | ------------- | --------- | ---------------- | ----- | ------ | ------------ | ----- | ------ | ------------------ | ----- | ------ |
| 2006/07 | River Plate   | Argentyna | Primera División | 5     | 0      | -            | -     | -      | -                  | -     | -      |
| 2007/08 | River Plate   | Argentyna | Primera División | 1     | 0      | -            | -     | -      | -                  | -     | -      |
| 2008/09 | River Plate   | Argentyna | Primera División | 4     | 0      | -            | -     | -      | -                  | -     | -      |
| 2009/10 | Villarreal B  | Hiszpania | Segunda División | 35    | 2      | -            | -     | -      | -                  | -     | -      |
| 2009/10 | Villarreal CF | Hiszpania | Primera División | 7     | 0      | -            | -     | -      | Liga Europy        | 1     | 0      |
| 2010/11 | Villarreal CF | Hiszpania | Primera División | 31    | 0      | -            | -     | -      | -                  | -     | -      |
| 2011/12 | Villarreal CF | Hiszpania | Primera División | 30    | 0      | -            | -     | -      | Liga Mistrzów UEFA | 5     | 0      |
| 2012/13 | Villarreal CF | Hiszpania | Segunda División | 39    | 2      | -            | -     | -      | -                  | -     | -      |
| 2013/14 | Villarreal CF | Hiszpania | Primera División | 32    | 1      | -            | -     | -      | -                  | -     | -      |
| 2014/15 | Villarreal CF | Hiszpania | Primera División | 14    | 3      | Puchar Króla | 3     | 0      | Liga Europy UEFA   | 5     | 0      |
| 2015/16 | Villarreal CF | Hiszpania | Primera División | 13    | 1      | Puchar Króla | 3     | 0      | Liga Europy UEFA   | 5     | 0      |
| 2016/17 | Villarreal CF | Hiszpania | Primera División | 23    | 0      | Puchar Króla | 1     | 0      | Liga Europy UEFA   | 4     | 0      |

Stan na: 17 marca 2019 r.

## Kariera reprezentacyjna
Mateo reprezentował barwy młodzieżowych kategorii reprezentacji Argentyny 18-krotnie – 15 razy w reprezentacji do lat 17, strzelając 1 bramkę oraz 3 razy w drużynie do lat 20.